# 和人組
有限会社和人組（かずとぐみ）は、鹿児島県熊毛郡南種子町（種子島）に本社を置く企業。1968年（昭和43年）9月、有限会社大和および同社が経営していた「大和観光ホテル」（2019年12月22日閉館）と同一地（熊毛郡南種子町中之上2183番地）を本社所在地として設立された。社名は創業者である牧瀬和人の名前から取っている。
以来、建設業者として事業を続け、2005年（平成17年）にはガソリンスタンドを開業してエネルギー事業にも参入。その後は種子島全域にガソリンスタンドを展開するとともに、2007年（平成19年）にはオートガススタンドも開設した。
2020年（令和2年）1月には、有限会社大和からバス事業を譲受した。その後は祖業の建設業に加え、2000年代から始めたエネルギー事業、そして系列の有限会社大和から譲受したバス事業が、同社の事業の3本柱となっている。

## 建設事業
和人組の祖業である。南種子町立西野小学校校舎建設工事のほか、鹿児島県からの受注により、島内の道路整備工事、圃場整備工事、砂防工事、河川・水路整備（防災工事）など、公共事業の土木工事も多く手掛けている。

## エネルギー事業
種子島を構成する1市2町（西之表市、中種子町、南種子町）でガソリンスタンド、ＬＰガス販売所
を運営する。なお同社ではガソリンスタンドを「給油センター」と呼称する。
島内で展開するガソリンスタンド、ＬＰガス事業所は以下のとおり。
- 西之表市
  - 西之表給油センター
  - 西之表第2給油センター
- 中種子町
  - 中央給油センター
  - 中央ガスセンター
  - 十文字給油センター
- 南種子町
  - 南種子給油センター

## バス事業
前述のとおり、有限会社大和からバス事業を譲受し、島内1市2町で乗合バス・貸切バス事業を行っている。乗合バスは自社路線として、一般路線バス1系統を運行している。そのほか、中種子町からコミュニティバスの運行も受託している。貸切バスでは自社バスガイドも雇用している。
有限会社大和からバス事業を譲受してからは「大和バス・大和観光バス」の名称を引き続き使用してきたが、2023年1月4日、バス事業のブランド名を「さんまりん観光」へ変更したことを発表。乗合バス・貸切バス共通で「さんまりん観光」ブランドへ名称を統一し、貸切バスのデザインは黄色に赤文字で「SUN MARINE」のロゴと、太陽と海を図案化したマークを描いたデザインへ変更された。また同日付で一般路線バス・空港連絡バスのダイヤ改正と運賃改定も実施された。
2024年3月に運転士不足と採算が見込めないことを理由に空港連絡バスから撤退している。

### バス事業所
- 西之表バス営業所[1]
- 南種子バス営業所 - 一般路線バス、中種子町コミュニティバスを担当[1][7]

### 路線

#### 一般路線
2020年10月8日改正の路線は以下のとおり。一部区間でフリー乗降制を採用している。運賃は対キロ多区間制で、初乗り130円、最高1,550円なお日祝日は全便運休となる。
主要停留所のみ記載。
中央本線（南種子町役場前 - 野間 - 種子島高校前）
- 南種子町役場前 - 南種子営業所 - 旧大和温泉ホテル前 - 公立種子島病院 - 中種子クリニック - 野間 - 星原小 - せいざん病院前 - 自動車学校 - 合庁前 - わかさ公園 - 産業会館 - 支庁下 - 西之表港 - 種子島高校前

#### コミュニティバス
- 中種子町コミュニティバス[7]

### 車両
有限会社大和からバス事業を譲受した際に車両も引き継ぎ、乗合バスのカラーリングは有限会社大和の「大和バス」時代のもの（白地にピンクとグリーンのライン）を継承している。
貸切車は前述のとおり「さんまりん観光」へのブランド変更により塗装を変更している。貸切車は大型4台、小型2台を保有し、大型車はいすゞ・ガーラ（2代目）が在籍する。